# Filmstudio Cattleya
Das Filmstudio Cattleya mit Sitz in Rom wurde 1997 von seinem heutigen Präsidenten Riccardo Tozzi gegründet und ist insbesondere in der Produktion und dem Vertrieb von Film- und Fernsehtiteln tätig.

## Geschichte
Nach der Gründung im Jahr 1997 erwarben die italienische Mediengruppe De Agostini Communications und die Bankengruppe Intesa Sanpaolo jeweils eine 10-%-Minderheitsbeteiligung an Cattleya. Mit dem Einstieg der Universal Studios 2009 beteiligt sich erstmals einer der größten amerikanischen Filmstudios an einer italienischen Produktionsfirma.

## Produktionen
Zu den bekanntesten Eigenproduktionen der Gesellschaft gehört die in Partnerschaft mit Sky entwickelte Fernsehserie Gomorrha, die das Leben eines italienischen Mafia-Clans der  Camorra in Neapel beschreibt und auf dem gleichnamigen Roman des italienischen Autors Roberto Saviano aus dem Jahr 2006 basiert. Eine weitere im Verbrecher-Milieu handelnde Produktion des Studios ist die Netflix-Serie Suburra: Blood on Rome.